# Diacidia vestita
Diacidia vestita är en tvåhjärtbladig växtart som först beskrevs av George Bentham, och fick sitt nu gällande namn av Benjamin Daydon Jackson. Diacidia vestita ingår i släktet Diacidia och familjen Malpighiaceae. Inga underarter finns listade i Catalogue of Life.